# Lincoln Red Imps F.C.
Lincoln Red Imps Football Club – gibraltarski klub piłkarski z siedzibą na północy Gibraltaru.

## Historia
Chronologia nazw:
- 1978–2000: Lincoln FC
- 2000–2003: Lincoln ABG FC
- 2003–2007: Newcastle FC
- 2007–2014: Lincoln FC
- 2014–2015: Lincoln Red Imps FC
- 2015-?:Lincoln Red Imps GFC

Lincoln FC został założony w 1976 roku w Gibraltarze. Zespół został utworzony z młodych piłkarzy drużyny miejscowej Policji zwanej "Blue Batons" i uzupełnione przez młodzież z klubów Glacis United i St Jago. Nowo utworzona drużyna startowała jako juniorska drużyna w czwartej dywizji. W 1981 roku zarząd klubu zdecydował się na występ zespołu w rozgrywkach dla dorosłych. W debiutowym sezonie 1981/82 zespół zdobył mistrzostwo Gibraltar Second Division i awansował do First League. W przyszłym roku Lincoln zakończył rozgrywki w połowie tabeli pierwszej ligi. W sezonie 1983/84 Lincoln wygrał ligę i zdobył historyczny awans do Gibraltar Premier Division.
W sezonie 1984/85 Lincoln zagrał swój pierwszy sezon w Premier Division na Gibraltarze, zdobywając pierwsze mistrzostwo.
W 2000 roku klub zmienił nazwę na Lincoln ABG FC, w latach 2003-2007 występował pod nazwą Newcastle FC, a potem przywrócił historyczną nazwę Lincoln FC. Od 2014 występuje jako Lincoln Red Imps FC.
W 2016 roku Lincoln wygrał w pierwszym meczu II rundy kwalifikacyjnej Ligi Mistrzów 2016/17 z Celtic Glasgow 1:0. W rewanżu przegrali 0:3 i odpadli z turnieju.

## Sukcesy

### Trofea międzynarodowe
| \| \| Zdobyte trofea w rozgrywkach międzynarodowych (stan na: 31-07-2015) \| |                                                                     |      |                  |
| Rozgrywki                                                                    | Osiągnięcie                                                         | Razy | Sezon(y)         |
| · Liga Mistrzów · (Puchar Europy)                                            | zdobywca                                                            | 0    |                  |
| · Liga Mistrzów · (Puchar Europy)                                            | finalista                                                           | 0    |                  |
| · Liga Mistrzów · (Puchar Europy)                                            | 2 runda kw.                                                         | 2    | 2015/16, 2016/17 |
| · Liga Europy · (Puchar UEFA)                                                | zdobywca                                                            | 0    |                  |
| · Liga Europy · (Puchar UEFA)                                                | finalista                                                           | 0    |                  |
| FIFA                                                                         | Zdobyte trofea w rozgrywkach międzynarodowych (stan na: 31-07-2015) |      |                  |

### Trofea krajowe
| \| \| Zdobyte trofea w rozgrywkach Gibraltaru (stan na: 03-05-2025) \| |                                                               |      | |
| Rozgrywki                                                              | Osiągnięcie                                                   | Razy | Sezon(y) |
| · Mistrzostwo                                                          | I miejsce                                                     | 29   | 1985, 1986, 1990, 1991, 1992, 1993, 1994, 2000, 2003, 2004, 2005, 2006, 2007, 2008, 2009, 2010, 2011, 2012, 2013, 2014, 2015, 2016, 2018, 2019, 2021, 2022, 2023, 2024, 2025 |
| · Mistrzostwo                                                          | II miejsce                                                    | ?    | ..., 2002, 2017 |
| · Mistrzostwo                                                          | III miejsce                                                   | ?    | ..., 1999 |
| Puchar                                                                 | zdobywca                                                      | 20   | 1986, 1989, 1990, 1993, 1994, 2002, 2004, 2005, 2006, 2007, 2008, 2009, 2010, 2011, 2014, 2015, 2016, 2021, 2022, 2024                                                       |
| Puchar                                                                 | finalista                                                     | ?    | ..., 2001, 2003 |
| Puchar Ligi                                                            | zdobywca                                                      | 1    | 2014 |
| Puchar Ligi                                                            | finalista                                                     | 0    | |
| II liga                                                                | I miejsce                                                     | 1    | 1984 |
| II liga                                                                | II miejsce                                                    | 0    | |
| II liga                                                                | III miejsce                                                   | 0    | |
| Gibraltar                                                              | Zdobyte trofea w rozgrywkach Gibraltaru (stan na: 03-05-2025) |      | |

- Pepe Reyes Cup:
  - zdobywca (18): 1987, 1988, 1989, 1990, 1991, 1992, 1993, 2000, 2002, 2003, 2004, 2005, 2006, 2007, 2008, 2011, 2012, 2014

## Obecny skład
Stan na 22 września 2021.
| Nr | Poz. | Piłkarz                      |
| -- | ---- | ---------------------------- |
| 1  | BR   | Lolo Soler                   |
| 3  | OB   | Joseph Chipolina             |
| 4  | PO   | Kian Ronan                   |
| 5  | OB   | Scott Wiseman                |
| 6  | OB   | Bernardo Lopes (wicekapitan) |
| 7  | NA   | Lee Casciaro                 |
| 8  | PO   | Graeme Torrilla              |
| 9  | NA   | Dylan Peacock                |
| 10 | PO   | Liam Walker                  |
| 11 | NA   | Alan Araiza                  |
| 13 | BR   | Kyle Goldwin                 |
| 14 | OB   | Roy Chipolina (kapitan)      |

| Nr | Poz. | Piłkarz                               |
| -- | ---- | ------------------------------------- |
| 16 | OB   | Jesús Toscano                         |
| 17 | PO   | Marco Rosa                            |
| 20 | PO   | Fernando Carralero                    |
| 21 | OB   | Leon Moore                            |
| 23 | BR   | Dayle Coleing (wyp. z Glentoran F.C.) |
| 24 | OB   | Jack Sergeant                         |
| 25 | BR   | Francisco Paulino                     |
| 26 | PO   | Mustapha Yahaya                       |
| 29 | NA   | Kike Gómez                            |
| 66 | OB   | Ethan Britto                          |
| 86 | PO   | Javier Añón                           |
| 88 | NA   | Emmanuel Ocran                        |

## Stadion
Klub rozgrywał swoje mecze domowe na Victoria Stadium w Gibraltarze, który może pomieścić 2.249 widzów.

## Europejskie puchary
Legenda do wszystkich tabel:
- Q – runda eliminacyjna, 1/16, 1/8, 1/4, 1/2 – odpowiednia faza rozgrywek, Grupa – runda grupowa, 1r gr – pierwsza runda grupowa, 2r gr – druga runda grupowa, F – finał, R – runda, PO – play-off
- k. – rzuty karne, los. – losowanie, Dogr. – dogrywka, w. – zasada bramek strzelonych na wyjeździe

| Sezon   | Rozgrywki               | Runda   | Klub                | Dom            | Wyjazd         | Ogólnie        |
| ------- | ----------------------- | ------- | ------------------- | -------------- | -------------- | -------------- |
| 2014/15 | Liga Mistrzów           | 1Q      | HB Tórshavn         | 1–1            | 2–5            | 3–6            |
| 2015/16 | Liga Mistrzów           | 1Q      | FC Santa Coloma     | 0–0            | 2–1            | 2–1            |
| 2015/16 | Liga Mistrzów           | 2Q      | FC Midtjylland      | 0–2            | 0–1            | 0–3            |
| 2016/17 | Liga Mistrzów           | 1Q      | Flora Tallinn       | 2–0            | 1–2            | 3–2            |
| 2016/17 | Liga Mistrzów           | 2Q      | Celtic F.C.         | 1–0            | 0–3            | 1–3            |
| 2017/18 | Liga Europy             | 1Q      | AEK Larnaka         | 1–1            | 0–5            | 1–6            |
| 2018/19 | Liga Mistrzów           | PQ      | La Fiorita          | 2–0 (N)        | 2–0 (N)        | 2–0 (N)        |
| 2018/19 | Liga Mistrzów           | PQ      | Drita               | 1–4 (N), Dogr. | 1–4 (N), Dogr. | 1–4 (N), Dogr. |
| 2018/19 | Liga Europy             | 2Q      | The New Saints      | 1–1            | 1–2            | 2–3            |
| 2019/20 | Liga Mistrzów           | PQ      | Feronikeli          | 0–1 (N)        | 0–1 (N)        | 0–1 (N)        |
| 2019/20 | Liga Europy             | 2Q      | Ararat-Armenia      | 1–2            | 0–2            | 1–4            |
| 2020/21 | Liga Europy             | PQ      | FC Prishtina        | 3–0, w/o       | 3–0, w/o       | 3–0, w/o       |
| 2020/21 | Liga Europy             | 1Q      | Union Titus Pétange | 2–0 (D)        | 2–0 (D)        | 2–0 (D)        |
| 2020/21 | Liga Europy             | 2Q      | Rangers             | 0–5 (D)        | 0–5 (D)        | 0–5 (D)        |
| 2021/22 | Liga Mistrzów           | 1Q      | Fola Esch           | 5–0            | 2–2            | 7–2            |
| 2021/22 | Liga Mistrzów           | 2Q      | CFR Cluj            | 1–2            | 0–2            | 1–4            |
| 2021/22 | Liga Europy             | 3Q      | Slovan Bratysława   | 1–3            | 1–1            | 2–4            |
| 2021/22 | Liga Konferencji Europy | PO      | Riga FC             | 3–1            | 1–1            | 4–2, Dogr.     |
| 2021/22 | Liga Konferencji Europy | Grupa F | PAOK                | 0–2            | 0–2            | 4. miejsce     |
| 2021/22 | Liga Konferencji Europy | Grupa F | FC København        | 0–4            | 1–3            | 4. miejsce     |
| 2021/22 | Liga Konferencji Europy | Grupa F | Slovan Bratysława   | 1–4            | 0–2            | 4. miejsce     |
| 2022/23 | Liga Mistrzów           | 1Q      | Shkupi              | 2–0            | 0–3            | 2–3            |
| 2022/23 | Liga Konferencji Europy | 2Q      | Toboł Kustanaj      | 0–1            | 0–2            | 0–3            |
| 2023/24 | Liga Mistrzów           | 1Q      | Qarabağ FK          | 1–2            | 0–4            | 1–6            |
| 2023/24 | Liga Konferencji Europy | 2Q      | wolny los           | wolny los      | wolny los      | wolny los      |
| 2023/24 | Liga Konferencji Europy | 3Q      | KF Ballkani         | 1–3            | 0–2            | 1–5            |
| 2024/25 | Liga Mistrzów           | 1Q      | Ħamrun Spartans     | 0–1            | 1–0            | 1–1, k: 5–4    |
| 2024/25 | Liga Mistrzów           | 2Q      | Qarabağ FK          | 0–2            | 0–5            | 0–7            |
| 2024/25 | Liga Europy             | 3Q      | Dynama Mińsk        | 2–1            | 0–2            | 2–3            |
| 2024/25 | Liga Konferencji        | PO      | Larne               | 2–1            | 1–3            | 3–4            |
| 2025/26 | Liga Mistrzów           | 1Q      | Víkingur Gøta       | 1–0            | 3–2            | 4–2            |
| 2025/26 | Liga Mistrzów           | 2Q      | FK Crvena zvezda    | 0–1            | 1–5            | 1–6            |
| 2025/26 | Liga Europy             | 3Q      | Noah Erywań         | 1–1            | 0–0            | 1–1, k: 6–5    |
| 2025/26 | Liga Europy             | PO      | SC Braga            | –              | –              | –              |